# Paradiplospinus antarcticus
Paradiplospinus antarcticus is een straalvinnige vissensoort uit de familie van slangmakrelen (Gempylidae). De wetenschappelijke naam van de soort is voor het eerst geldig gepubliceerd in 1960 door Andriashev.